# Auguste Martenot
Pour les articles homonymes, voir Martenot.
Auguste Martenot est un homme politique français né le 26 septembre 1817 à Saint-Seine-sur-Vingeanne (Côte-d'Or) et décédé le 30 août 1891 à Ancy-le-Franc (Yonne).

## Biographie
Ingénieur, il est administrateur de la Compagnie des forges de Châtillon-Commentry et Neuves-Maisons, et fonde une usine métallurgique à Ancy-le-Franc. Maire et conseiller général du canton d'Ancy-le-Franc, il est député de l'Yonne de 1876 à 1877, siégeant à droite.
Malgré plusieurs tentatives, il ne retrouve jamais son siège de député. Il est l'oncle de Charles-Auguste Martenot, sénateur de l'Allier.

## Sources
- Ressource relative à la vie publique :   - Base Sycomore
- « Auguste Martenot », dans Adolphe Robert et Gaston Cougny, Dictionnaire des parlementaires français, Edgar Bourloton, 1889-1891 [détail de l’édition]
- « Auguste Martenot », dans le Dictionnaire des parlementaires français (1889-1940), sous la direction de Jean Jolly, PUF, 1960 [détail de l’édition]